# Хорошевська (Архангельська область)
Хорошевська (рос. Хорошевская) — присілок в Вельському районі Архангельської області Російської Федерації.
Населення становить 212 осіб. Входить до складу муніципального утворення Усть-Вельське муніципальне утворення.

## Історія
Від 1937 року належить до Архангельської області.
Від 2004 року належить до муніципального утворення Усть-Вельське муніципальне утворення.

## Населення
| 2002 | 2010 | 2012 | 2014 |
| ---- | ---- | ---- | ---- |
| 210  | ↘187 | ↗212 | →212 |